# Benedikt Duda
Benedikt Duda (Gummersbach, 4 april 1994) is een Duits professioneel tafeltennisser. Hij speelt linkshandig, met de shakehandgreep.

## Belangrijkste resultaten
- Goud met het team op de Europese kampioenschappen 2021 in Cluj-Napoca.
- Zilver met het team op de wereldkampioenschappen 2022 in Chengdu.
- Zilver in het enkelspel op de Europese kampioenschappen 2024 in Linz.
- Brons met het team op de Europese kampioenschappen 2023 in Malmö.